# Хоккейная Экстра лига Украины 2015/2016
XXIV Чемпионат Украины по хоккею с шайбой — 24-й хоккейный турнир среди украинских клубных команд мастеров в сезоне 2015/2016, организованный национальной федерацией совместно с украинской общественной организацией «Хоккейная Экстра Лига».

## Регламент[2]
Чемпионат Украины по хоккею с шайбой проходит в 2 этапа — регулярный чемпионат и стадия «плей-офф».
Матчи регулярного чемпионата проходят с 25 сентября 2015 года по 9 марта 2016 года по круговой системе. Команды играют 3 круга по системе «каждый с каждым». В течение первых 2 кругов команды проводят спаренные матчи на домашней арене и на арене соперника. Расписание матчей 3-го круга будет зависеть от занятых командами мест по сумме первых 2 кругов. Четыре лучшие команды выходят во второй этап, где по системе «плей-офф» будет определён чемпион Украины. Полуфинальные пары сформируют: команда, занявшие 1-е и 4-е места, а также 2-е и 3-е места в регулярном чемпионате. Полуфинальные матчи будут проводиться до 3 побед. Победители разыграют звание чемпиона в финальной серии до 4 побед. Начиная с 5-го матча финальной серии в случае ничейного результата назначается 1 (один) овертайм продолжительностью 20 минут. В 7-м матче финальной серии отменяются серии буллитов, овертаймы продолжительностью 20 минут проводятся до определения победителя. Матчи второго этапа пройдут с 12 марта по 2 апреля 2016 года.

### Календарь[3]
| Календарь чемпионата Украины по хоккею с шайбой сезона 2015/2016 | Календарь чемпионата Украины по хоккею с шайбой сезона 2015/2016 | Календарь чемпионата Украины по хоккею с шайбой сезона 2015/2016 | Календарь чемпионата Украины по хоккею с шайбой сезона 2015/2016 | Календарь чемпионата Украины по хоккею с шайбой сезона 2015/2016 | Календарь чемпионата Украины по хоккею с шайбой сезона 2015/2016 | Календарь чемпионата Украины по хоккею с шайбой сезона 2015/2016 | Календарь чемпионата Украины по хоккею с шайбой сезона 2015/2016 | Календарь чемпионата Украины по хоккею с шайбой сезона 2015/2016 |
| Команда                                                          | ХК «Белый Барс»                                                  | ХК «Витязь»                                                      | ХК «Дженералз»                                                   | ХК «Донбасс»                                                     | ХК «Компаньон»                                                   | ХК «Кременчуг»                                                   | ХК «Рапид»                                                       | ХК «Юность»                                                      |
| ---------------------------------------------------------------- | ---------------------------------------------------------------- | ---------------------------------------------------------------- | ---------------------------------------------------------------- | ---------------------------------------------------------------- | ---------------------------------------------------------------- | ---------------------------------------------------------------- | ---------------------------------------------------------------- | ---------------------------------------------------------------- |
| ХК «Белый Барс»                                                  |                                                                  | 30.10.2015 31.10.2015                                            | 13.11.2015 14.11.2015                                            | 20.11.2015 21.11.2015                                            | 02.10.2015 03.10.2015                                            | 25.12.2015 26.12.2015                                            | 09.01.2016 10.01.2016                                            | 16.10.2015 17.10.2015                                            |
| ХК «Витязь»                                                      | 01.12.2015 02.12.2015                                            |                                                                  | 25.12.2015 26.12.2015                                            | 16.10.2015 17.10.2015                                            | 15.01.2016 16.01.2016                                            | 23.10.2015 24.10.2015                                            | 09.10.2015 10.10.2015                                            | 27.09.2015 28.09.2015                                            |
| ХК «Дженералз»                                                   | 15.01.2016 16.01.2016                                            | 02.10.2015 03.10.2015                                            |                                                                  | 23.10.2015 24.10.2015                                            | 16.10.2015 17.10.2015                                            | 25.09.2015 26.09.2015                                            | 07.12.2015 08.12.2015                                            | 29.12.2015 30.12.2015                                            |
| ХК «Донбасс»                                                     | 27.09.2015 28.09.2015                                            | 19.12.2015 20.12.2015                                            | 09.01.2016 10.01.2016                                            |                                                                  | 10.10.2015 11.10.2015                                            | 28.11.2015 29.11.2015                                            | 14.11.2015 15.11.2015                                            | 31.10.2015 01.11.2015                                            |
| ХК «Компаньон»                                                   | 27.11.2015 28.11.2015                                            | 13.11.2015 14.11.2015                                            | 21.12.2015 22.12.2015                                            | 25.12.2015 26.12.2015                                            |                                                                  | 02.12.2015 03.12.2015                                            | 20.11.2015 21.11.2015                                            | 23.10.2015 24.10.2015                                            |
| ХК «Кременчуг»                                                   | 09.10.2015 10.10.2015                                            | 04.01.2016 05.01.2016                                            | 16.11.2015 17.11.2015                                            | 02.10.2015 03.10.2015                                            | 30.10.2015 31.10.2015                                            |                                                                  | 21.12.2015 22.12.2015                                            | 15.01.2016 16.01.2016                                            |
| ХК «Рапид»                                                       | 23.10.2015 24.10.2015                                            | 29.12.2015 30.12.2015                                            | 29.10.2015 30.10.2015                                            | 15.01.2016 16.01.2016                                            | 25.09.2015 26.09.2015                                            | 16.10.2015 17.10.2015                                            |                                                                  | 02.10.2015 03.10.2015                                            |
| ХК «Юность»                                                      | 21.12.2015 22.12.2015                                            | 20.11.2015 21.11.2015                                            | 07.10.2015 08.10.2015                                            | 04.12.2015 05.12.2015                                            | 09.01.2016 10.01.2016                                            | 11.11.2015 12.11.2015                                            | 25.12.2015 26.12.2015                                            |                                                                  |

| Первый этап (регулярный чемпионат) | Первый этап (регулярный чемпионат) | Первый этап (регулярный чемпионат) | Первый этап (регулярный чемпионат) |
| Тур                                | Первый круг                        | Второй круг                        | Третий круг                        |
| ---------------------------------- | ---------------------------------- | ---------------------------------- | ---------------------------------- |
| 1                                  | 25.09. − 27.09.2015                | 16.11. − 21.11.2015                | 22.01. − 23.01.2016                |
| 2                                  | 02.10. − 03.10.2015                | 27.11. − 29.11.2015                | 29.01. − 30.01.2016                |
| 2                                  | 02.10. − 03.10.2015                | 29.12. − 30.12.2015                | 29.01. − 30.01.2016                |
| 3                                  | 07.10. − 11.10.2015                | 01.12. − 08.12.2015                | 02.02. − 03.02.2016                |
| 4                                  | 16.10. − 17.10.2015                | 19.12. − 22.12.2015                | 19.02. − 20.02.2016                |
| 5                                  | 23.10. − 24.10.2015                | 25.12. − 26.12.2015                | 26.02. − 27.02.2016                |
| 6                                  | 29.10. − 01.11.2015                | 04.01. − 10.01.2016                | 04.03. − 05.02.2016                |
| 7                                  | 11.11. − 15.11.2015                | 15.01. − 16.01.2016                | 08.03. − 09.03.2016                |

| Резервные дни         |
| (для переноса матчей) |
| --------------------- |
| 06.11. − 07.11.2015   |
| 11.12. − 12.12.2015   |
| 18.12. − 19.12.2015   |
| 18.01. − 19.01.2016   |
| 12.02. − 13.02.2016   |
| 01.03. − 02.03.2016   |

| Второй этап (плей-офф)                         | Второй этап (плей-офф) |
| ½ финала                                       | Финал                  |
| ---------------------------------------------- | ---------------------- |
| 12.03.2016                                     | 22.03.2016             |
| 13.03.2016                                     | 23.03.2016             |
| 16.03.2016                                     | 26.03.2016             |
| 17.03.2016                                     | 27.03.2016             |
| 19.03.2016                                     | 29.03.2016             |
|                                                | 31.03.2016             |
|                                                | 02.04.2016             |
| Даты дополнительных матчей (при необходимости) |                        |

## Участники
В соревновании примут участие 8 команд. Ранее о своём желании принять участие в чемпионате также заявляли представители ХК «Авангард» (Харьков), о чём в ФХУ были направлены соответствующие документы, и СК «АТЭК» (Киев), который так и не определился со своим возможным участием.
| Участники чемпионата Украины по хоккею с шайбой сезона 2015/2016 | Участники чемпионата Украины по хоккею с шайбой сезона 2015/2016 | Участники чемпионата Украины по хоккею с шайбой сезона 2015/2016 | Участники чемпионата Украины по хоккею с шайбой сезона 2015/2016 | Участники чемпионата Украины по хоккею с шайбой сезона 2015/2016 |
| Клуб                                                             | Город                                                            | Арена                                                            | Мест, чел.                                                       | Главный тренер                                                   |
| ---------------------------------------------------------------- | ---------------------------------------------------------------- | ---------------------------------------------------------------- | ---------------------------------------------------------------- | ---------------------------------------------------------------- |
| ХК «Белый Барс»                                                  | Белая Церковь                                                    | ЛА «Белый Барс»                                                  | 450                                                              | Константин Буценко                                               |
| ХК «Витязь»                                                      | Харьков                                                          | ЛА «Айс Холл»                                                    | 1500                                                             | Виталий Литвиненко                                               |
| ХК «Дженералз»                                                   | Киев                                                             | Дворец спорта                                                    | 6800                                                             | Вадим Шахрайчук                                                  |
| ХК «Донбасс»                                                     | Донецк                                                           | ЛА «Альтаир»                                                     | 373                                                              | Анатолий Степанищев                                              |
| ХК «Компаньон»                                                   | Киев                                                             | СК «АТЭК»                                                        | 500                                                              | Александр Сеуканд                                                |
| ХК «Кременчуг»                                                   | Кременчуг                                                        | ЛА «Айсберг»                                                     | 500                                                              | Дмитрий Пидгурский                                               |
| ХК «Рапид»                                                       | Киев                                                             | Дворец спорта                                                    | 6800                                                             | Александр Хмиль                                                  |
| ХК «Юность»                                                      | Харьков                                                          | ЛК «Салтовский лёд»                                              | 350                                                              | Валерий Пляшешник                                                |

Домашней ареной ХК «Донбасс» заявлена ЛА «Альтаир» (Дружковка, Донецкая область). Команда не имеет возможности играть на домашней арене ДС «Дружба» из-за продолжающегося вооружённого противостояния в Донецке.
ХК «Рапид» домашние матчи 6-го тура проводил на льду СК «АТЭК».
Состав ХК «Компаньон» был сформирован за счет воспитанников собственной ледовой школы ДЮСШ «Льдинка» 1999 г.р.. и усилен несколькими её же воспитанниками 1996-98 г.р. По этой причине в ходе чемпионата команда сменила своё название на ХК «Льдинка-Компаньон». Также, в этой связи, домашние матчи команда будет проводить на ЛА «Льдинка» (г.Киев, ул. города Шалетт, 6)
Состав ХК «Юность» был сформирован за счет воспитанников СДЮШОР (г.Харьков) 1998 г.р. и усилен несколькими игроками 1996-97 г.р. Окончательная заявка команды была сформирована 25 сентября 2015 года — в день начала чемпионата.

## Судьи
| Главные судьи Антон Гладченко Алексей Глуховский Александр Говорун Александр Горбатюк Олег Лускань Андрей Севрук Максим Урда Виктор Торяник | Линейные судьи Андрей Бакумено Александр Батезатов Виктор Качан Андрей Кузьминский Артём Корепанов Владислав Мельничук Олег Окрема Антон Перетятько Виктор Прилипко Александр Проскурин Андрей Родионов Алексей Сабада Олег Серебряков Артём Ходячих Илья Хохлов Роман Пантелеймонов Сергей Хараберюш |

## Регулярный чемпионат

### Турнирная таблица
После матчей 15 ноября 2015 года (7-й тур).
| \| М \| Команда \| И \| В \| ВО \| ВБ \| ПБ \| ПО \| П \| ГЗ \| ГП \| ГР \| О \| \| - \| --------------- \| -- \| -- \| -- \| -- \| -- \| -- \| -- \| --- \| --- \| ---- \| -- \| \| 1 \| ХК «Дженералз» \| 14 \| 12 \| 0 \| 0 \| 1 \| 0 \| 1 \| 118 \| 12 \| +106 \| 37 \| \| 2 \| ХК «Кременчуг» \| 14 \| 12 \| 0 \| 0 \| 0 \| 0 \| 2 \| 130 \| 20 \| +110 \| 36 \| \| 3 \| ХК «Донбасс» \| 14 \| 11 \| 0 \| 1 \| 0 \| 0 \| 2 \| 152 \| 13 \| +139 \| 35 \| \| 4 \| ХК «Витязь» \| 14 \| 7 \| 0 \| 1 \| 0 \| 0 \| 6 \| 77 \| 56 \| +21 \| 23 \| \| 5 \| ХК «Белый Барс» \| 14 \| 6 \| 0 \| 0 \| 1 \| 0 \| 7 \| 40 \| 75 \| −35 \| 19 \| \| 6 \| ХК «Рапид» \| 14 \| 3 \| 0 \| 0 \| 0 \| 0 \| 11 \| 34 \| 142 \| −108 \| 9 \| \| 7 \| ХК «Компаньон» \| 14 \| 1 \| 0 \| 1 \| 0 \| 1 \| 11 \| 23 \| 121 \| −98 \| 6 \| \| 8 \| ХК «Юность» \| 14 \| 0 \| 1 \| 0 \| 1 \| 0 \| 12 \| 29 \| 164 \| −135 \| 3 \| |                 |    |    |    |    |    |    |    |     |     |      |    |
| М | Команда         | И  | В  | ВО | ВБ | ПБ | ПО | П  | ГЗ  | ГП  | ГР   | О  |
| 1 | ХК «Дженералз»  | 14 | 12 | 0  | 0  | 1  | 0  | 1  | 118 | 12  | +106 | 37 |
| 2 | ХК «Кременчуг»  | 14 | 12 | 0  | 0  | 0  | 0  | 2  | 130 | 20  | +110 | 36 |
| 3 | ХК «Донбасс»    | 14 | 11 | 0  | 1  | 0  | 0  | 2  | 152 | 13  | +139 | 35 |
| 4 | ХК «Витязь»     | 14 | 7  | 0  | 1  | 0  | 0  | 6  | 77  | 56  | +21  | 23 |
| 5 | ХК «Белый Барс» | 14 | 6  | 0  | 0  | 1  | 0  | 7  | 40  | 75  | −35  | 19 |
| 6 | ХК «Рапид»      | 14 | 3  | 0  | 0  | 0  | 0  | 11 | 34  | 142 | −108 | 9  |
| 7 | ХК «Компаньон»  | 14 | 1  | 0  | 1  | 0  | 1  | 11 | 23  | 121 | −98  | 6  |
| 8 | ХК «Юность»     | 14 | 0  | 1  | 0  | 1  | 0  | 12 | 29  | 164 | −135 | 3  |

### Тур за туром
| Команда         | 1 | 2 | 3 | 4 | 5 | 6 | 7 | 8 | 9 | 10 | 11 | 12 | 13 | 14 |
| --------------- | - | - | - | - | - | - | - | - | - | -- | -- | -- | -- | -- |
| ХК «Белый Барс» | 8 | 6 | 6 | 5 | 4 | 4 | 5 |   |   |    |    |    |    |    |
| ХК «Витязь»     | 2 | 4 | 3 | 4 | 5 | 5 | 4 |   |   |    |    |    |    |    |
| ХК «Дженералз»  | 6 | 3 | 2 | 2 | 1 | 1 | 1 |   |   |    |    |    |    |    |
| ХК «Донбасс»    | 1 | 1 | 1 | 1 | 3 | 3 | 3 |   |   |    |    |    |    |    |
| ХК «Компаньон»  | 5 | 7 | 7 | 7 | 7 | 7 | 7 |   |   |    |    |    |    |    |
| ХК «Кременчуг»  | 4 | 5 | 4 | 3 | 2 | 2 | 2 |   |   |    |    |    |    |    |
| ХК «Рапид»      | 3 | 2 | 5 | 6 | 6 | 6 | 6 |   |   |    |    |    |    |    |
| ХК «Юность»     | 7 | 8 | 8 | 8 | 8 | 8 | 8 |   |   |    |    |    |    |    |

### Результаты игр
| Результаты матчей чемпионата Украины по хоккею с шайбой сезона 2015/2016 | Результаты матчей чемпионата Украины по хоккею с шайбой сезона 2015/2016 | Результаты матчей чемпионата Украины по хоккею с шайбой сезона 2015/2016 | Результаты матчей чемпионата Украины по хоккею с шайбой сезона 2015/2016 | Результаты матчей чемпионата Украины по хоккею с шайбой сезона 2015/2016 | Результаты матчей чемпионата Украины по хоккею с шайбой сезона 2015/2016 | Результаты матчей чемпионата Украины по хоккею с шайбой сезона 2015/2016 | Результаты матчей чемпионата Украины по хоккею с шайбой сезона 2015/2016 | Результаты матчей чемпионата Украины по хоккею с шайбой сезона 2015/2016 |
| Команда                                                                  | ХК «Белый Барс»                                                          | ХК «Витязь»                                                              | ХК «Дженералз»                                                           | ХК «Донбасс»                                                             | ХК «Компаньон»                                                           | ХК «Кременчуг»                                                           | ХК «Рапид»                                                               | ХК «Юность»                                                              |
| ------------------------------------------------------------------------ | ------------------------------------------------------------------------ | ------------------------------------------------------------------------ | ------------------------------------------------------------------------ | ------------------------------------------------------------------------ | ------------------------------------------------------------------------ | ------------------------------------------------------------------------ | ------------------------------------------------------------------------ | ------------------------------------------------------------------------ |
| ХК «Белый Барс»                                                          |                                                                          | 0 3 : 4 Б 2 : 4                                                          | 0 : 5 0 : 7                                                              |                                                                          | 2 : 0 5 : 1                                                              |                                                                          |                                                                          | 8 : 3 6 : 3                                                              |
| ХК «Витязь»                                                              |                                                                          |                                                                          |                                                                          | 2 : 7 1 : 6                                                              |                                                                          | 2 : 5 1 : 9                                                              | 13 : 30 13 : 10                                                          | 9 : 1 8 : 4                                                              |
| ХК «Дженералз»                                                           |                                                                          | 5 : 0 7 : 1                                                              |                                                                          | 0 1 : 2 Б 3 : 1                                                          | 10 : 00 13 : 00                                                          | 1 : 3 2 : 1                                                              |                                                                          |                                                                          |
| ХК «Донбасс»                                                             | 9 : 0 15 : 00                                                            |                                                                          |                                                                          |                                                                          | 19 : 20 12 : 00                                                          |                                                                          | 20 : 00 19 : 00                                                          | 13 : 00 23 : 00                                                          |
| ХК «Компаньон»                                                           |                                                                          | 3 : 6 0 : 13                                                             |                                                                          |                                                                          |                                                                          |                                                                          |                                                                          | 0 5 : 4 Б 00 4 : 5 ОТ                                                    |
| ХК «Кременчуг»                                                           | 11 : 10 7 : 2                                                            |                                                                          |                                                                          | 1 : 4 3 : 2                                                              | 14 : 00 11 : 20                                                          |                                                                          |                                                                          |                                                                          |
| ХК «Рапид»                                                               | 4 : 6 2 : 5                                                              |                                                                          | 01 : 22 0 : 10                                                           |                                                                          | 4 : 2 3 : 4                                                              | 1 : 9 01 : 14                                                            |                                                                          | 10 : 30 4 : 2                                                            |
| ХК «Юность»                                                              |                                                                          |                                                                          | 0 : 13 03 : 19                                                           |                                                                          |                                                                          | 0 : 20 01 : 22                                                           |                                                                          |                                                                          |

### Статистика игроков
После матчей 15 ноября 2015 года (7-й тур).
| Лучшие бомбардиры (гол+пас) | Лучшие бомбардиры (гол+пас) | Лучшие бомбардиры (гол+пас) | Лучшие бомбардиры (гол+пас) | Лучшие бомбардиры (гол+пас) | Лучшие бомбардиры (гол+пас) | Лучшие бомбардиры (гол+пас) | Лучшие бомбардиры (гол+пас) |
| П                           | Игрок                       | Команда                     | И                           | Г                           | П                           | О                           | Штр                         |
| --------------------------- | --------------------------- | --------------------------- | --------------------------- | --------------------------- | --------------------------- | --------------------------- | --------------------------- |
| Н                           | Никита Буценко              | ХК «Донбасс»                | 14                          | 20                          | 32                          | 52                          | 6                           |
| Н                           | Сергей Бабинец              | ХК «Донбасс»                | 14                          | 18                          | 34                          | 52                          | 6                           |
| Н                           | Владимир Чердак             | ХК «Донбасс»                | 14                          | 23                          | 18                          | 41                          | 10                          |
| Н                           | Виктор Захаров              | ХК «Донбасс»                | 14                          | 21                          | 19                          | 40                          | 38                          |
| Н                           | Иван Савченко               | ХК «Дженералз»              | 14                          | 17                          | 20                          | 37                          | 12                          |
| Н                           | Георгий Кича                | ХК «Дженералз»              | 14                          | 18                          | 17                          | 35                          | 4                           |
| Н                           | Артём Гниденко              | ХК «Дженералз»              | 13                          | 9                           | 24                          | 33                          | 12                          |
| Н                           | Юрий Петранговский          | ХК «Кременчуг»              | 11                          | 14                          | 14                          | 28                          | 0                           |
| Н                           | Севастьян Карпенко          | ХК «Кременчуг»              | 14                          | 10                          | 18                          | 28                          | 2                           |
| Н                           | Денис Кочетков              | ХК «Донбасс»                | 13                          | 7                           | 21                          | 28                          | 0                           |

| Лучшие снайперы | Лучшие снайперы    | Лучшие снайперы | Лучшие снайперы | Лучшие снайперы | Лучшие снайперы |
| П               | Игрок              | Команда         | И               | Г               | Штр             |
| --------------- | ------------------ | --------------- | --------------- | --------------- | --------------- |
| Н               | Владимир Чердак    | ХК «Донбасс»    | 14              | 23              | 10              |
| Н               | Виктор Захаров     | ХК «Донбасс»    | 14              | 21              | 38              |
| Н               | Никита Буценко     | ХК «Донбасс»    | 14              | 20              | 6               |
| Н               | Георгий Кича       | ХК «Дженералз»  | 14              | 18              | 4               |
| Н               | Сергей Бабинец     | ХК «Донбасс»    | 14              | 18              | 6               |
| Н               | Иван Савченко      | ХК «Дженералз»  | 14              | 17              | 10              |
| Н               | Юрий Петранговский | ХК «Кременчуг»  | 11              | 14              | 0               |
| Н               | Серей Варламов     | ХК «Донбасс»    | 12              | 14              | 4               |
| Н               | Егор Посевин       | ХК «Витязь»     | 12              | 12              | 30              |
| Н               | Антон Бойков       | ХК «Кременчуг»  | 14              | 12              | 18              |

| Штрафные броски (буллиты) | Штрафные броски (буллиты) | Штрафные броски (буллиты) | Штрафные броски (буллиты) | Штрафные броски (буллиты) | Штрафные броски (буллиты) | Штрафные броски (буллиты) | Штрафные броски (буллиты) | Штрафные броски (буллиты) |
| Дата                      | Минута                    | Счет тек.                 | Игрок                     | Команда                   | +/−                       | Вратарь                   | Команда                   | Счет итог.                |
| ------------------------- | ------------------------- | ------------------------- | ------------------------- | ------------------------- | ------------------------- | ------------------------- | ------------------------- | ------------------------- |
| 26.09.2015                | 59:44                     | 9 : 0                     | Денис Кочетков            | ХК «Донбасс»              | −                         | Сергей Люльчук            | ХК «Белый Барс»           | 9 : 0                     |
| 26.09.2015                | 31:02                     | 1 : 5                     | Богдан Хиценко            | ХК «Юность»               | −                         | Александр Харитонов       | ХК «Витязь»               | 1 : 9                     |
| 26.09.2015                | 58:46                     | 1 : 2                     | Владислав Луговой         | ХК «Кременчуг»            | −                         | Эдуард Захарченко         | ХК «Дженералз»            | 1 : 2                     |
| 02.10.2015                | 18:58                     | 0 : 0                     | Александр Караульщук      | ХК «Дженералз»            | −                         | Александр Харитонов       | ХК «Витязь»               | 5 : 0                     |
| 02.10.2015                | 41:25                     | 2 : 0                     | Дмитрий Чёрный            | ХК «Компаньон»            | −                         | Сергей Люльчук            | ХК «Белый Барс»           | 2 : 0                     |
| 03.10.2015                | 58:10                     | 5 : 1                     | Артём Козиенко            | ХК «Белый Барс»           | −                         | Никита Петленко           | ХК «Компаньон»            | 5 : 1                     |
| 03.10.2015                | 37:29                     | 2 : 1                     | Валерий Скребела          | ХК «Юность»               | −                         | Олег Хонин                | ХК «Рапид»                | 2 : 4                     |
| 03.10.2015                | 50:45                     | 1 : 6                     | Сергей Алексанян-Петрович | ХК «Витязь»               | −                         | Эдуард Захарченко         | ХК «Дженералз»            | 1 : 7                     |
| 07.10.2015                | 10:43                     | 0 : 3                     | Михаил Геворкян           | ХК «Юность»               | −                         | Вадим Селивёрстов         | ХК «Дженералз»            | 0 : 13                    |
| 07.10.2015                | 13:35                     | 0 : 3                     | Михаил Геворкян           | ХК «Юность»               | −                         | Вадим Селивёрстов         | ХК «Дженералз»            | 0 : 13                    |
| 10.10.2015                | 12:06                     | 1 : 4                     | Дмитрий Чёрный            | ХК «Компаньон»            | −                         | Богдан Дьяченко           | ХК «Донбасс»              | 02 : 19                   |
| 16.10.2015                | 57:47                     | 12 : 10                   | Антон Бойков              | ХК «Кременчуг»            | +                         | Сергей Мандрыкин          | ХК «Рапид»                | 14 : 10                   |
| 16.10.2015                | 29:03                     | 3 : 0                     | Денис Кочетков            | ХК «Донбасс»              | +                         | Александр Харитонов       | ХК «Витязь»               | 7 : 2                     |
| 23.10.2015                | 54:45                     | 5 : 2                     | Севастьян Карпенко        | ХК «Кременчуг»            | −                         | Александр Харитонов       | ХК «Витязь»               | 5 : 2                     |
| 24.10.2015                | 54:57                     | 1 : 1                     | Игорь Шаманский           | ХК «Дженералз»            | +                         | Евгений Царегородцев      | ХК «Донбасс»              | 3 : 1                     |
| 14.11.2015                | 36:39                     | 5 : 0                     | Николай Коляда            | ХК «Дженералз»            | −                         | Юрий Краснопольский       | ХК «Белый Барс»           | 7 : 0                     |
| 15.11.2015                | 50:28                     | 12 : 00                   | Денис Кочетков            | ХК «Донбасс»              | +                         | Владимир Степанков        | ХК «Рапид»                | 19 : 0                    |

| Статистика вратарей  | Статистика вратарей | Статистика вратарей | Статистика вратарей | Статистика вратарей | Статистика вратарей | Статистика вратарей |
| Вратарь              | Команда             | И                   | М                   | Г                   | КН                  | Штр                 |
| -------------------- | ------------------- | ------------------- | ------------------- | ------------------- | ------------------- | ------------------- |
| Юрий Краснопольский  | ХК «Белый Барс»     | 6                   | 324:29              | 30                  | 5.55                | 0                   |
| Сергей Люльчук       | ХК «Белый Барс»     | 10                  | 520:31              | 44                  | 5.07                | 2                   |
| Владислав Вязовов    | ХК «Витязь»         | 7                   | 393:42              | 23                  | 3.51                | 0                   |
| Александр Харитонов  | ХК «Витязь»         | 8                   | 451:18              | 33                  | 4.39                | 2                   |
| Эдуард Захарченко    | ХК «Дженералз»      | 9                   | 545:00              | 7                   | 0.77                | 0                   |
| Вадим Селивёрстов    | ХК «Дженералз»      | 5                   | 299:44              | 4                   | 0.80                | 0                   |
| Богдан Дьяченко      | ХК «Донбасс»        | 4                   | 209:38              | 2                   | 0.57                | 0                   |
| Евгений Напненко     | ХК «Донбасс»        | 2                   | 421:37              | 6                   | 0.85                | 0                   |
| Евгений Царегородцев | ХК «Донбасс»        | 4                   | 211:13              | 5                   | 1.42                | 10                  |
| Никита Петленко      | ХК «Компаньон»      | 13                  | 699:23              | 85                  | 7.29                | 2                   |
| Антон Дорош          | ХК «Компаньон»      | 4                   | 150:05              | 36                  | 14.39               | 0                   |
| Михаил Шевчук        | ХК «Кременчуг»      | 8                   | 429:24              | 13                  | 1.82                | 0                   |
| Сергей Безорчук      | ХК «Кременчуг»      | 3                   | 129:43              | 2                   | 0.93                | 0                   |
| Даниил Елисеев       | ХК «Кременчуг»      | 6                   | 280:00              | 5                   | 1.07                | 0                   |
| Иван Александров     | ХК «Рапид»          | 1                   | 10:23               | 8                   | 0.00                | 0                   |
| Сергей Мандрыкин     | ХК «Рапид»          | 1                   | 49:14               | 10                  | 0.00                | 0                   |
| Владимир Степанков   | ХК «Рапид»          | 9                   | 465:29              | 72                  | 9.28                | 2                   |
| Олег Хонин           | ХК «Рапид»          | 8                   | 314:38              | 46                  | 8.77                | 7                   |
| Тимур Даас           | ХК «Юность»         | 3                   | 49:36               | 17                  | 20.56               | 0                   |
| Александр Томашук    | ХК «Юность»         | 5                   | 245:51              | 59                  | 14.40               | 2                   |
| Никита Хмель         | ХК «Юность»         | 11                  | 554:02              | 87                  | 9.42                | 2                   |

| Сухие вратарские матчи (шатауты) | Сухие вратарские матчи (шатауты) | Сухие вратарские матчи (шатауты) | Сухие вратарские матчи (шатауты) | Сухие вратарские матчи (шатауты) |
| Дата                             | Вратарь                          | Команда                          | Соперник                         | Счет итог.                       |
| -------------------------------- | -------------------------------- | -------------------------------- | -------------------------------- | -------------------------------- |
| 26.09.2015                       | Евгений Напненко                 | ХК «Донбасс»                     | ХК «Белый Барс»                  | 9 : 0                            |
| 27.09.2015                       | Богдан Дьяченко                  | ХК «Донбасс»                     | ХК «Белый Барс»                  | 15 : 0                           |
| 02.10.2015                       | Сергей Люльчук                   | ХК «Белый Барс»                  | ХК «Компаньон»                   | 2 : 0                            |
| 02.10.2015                       | Эдуард Захарченко                | ХК «Дженералз»                   | ХК «Витязь»                      | 5 : 0                            |
| 07.10.2015                       | Вадим Селивёрстов                | ХК «Дженералз»                   | ХК «Юность»                      | 13 : 0                           |
| 11.10.2015                       | Евгений Напненко                 | ХК «Донбасс»                     | ХК «Компаньон»                   | 12 : 0                           |
| 15.10.2015                       | Эдуард Захарченко                | ХК «Дженералз»                   | ХК «Компаньон»                   | 10 : 0                           |
| 16.10.2015                       | Эдуард Захарченко                | ХК «Дженералз»                   | ХК «Компаньон»                   | 13 : 0                           |
| 30.10.2015                       | Вадим Селивёрстов                | ХК «Дженералз»                   | ХК «Рапид»                       | 10 : 0                           |
| 31.10.2015                       | Евгений Напненко                 | ХК «Донбасс»                     | ХК «Юность»                      | 13 : 0                           |
| 01.11.2015                       | Богдан Дьяченко                  | ХК «Донбасс»                     | ХК «Юность»                      | 23 : 0                           |
| 11.11.2015                       | Даниил Елисеев                   | ХК «Кременчуг»                   | ХК «Юность»                      | 20 : 0                           |
| 13.11.2015                       | Вадим Селивёрстов                | ХК «Дженералз»                   | ХК «Белый Барс»                  | 5 : 0                            |
| 14.11.2015                       | Эдуард Захарченко                | ХК «Дженералз»                   | ХК «Белый Барс»                  | 7 : 0                            |
| 14.11.2015                       | Владислав Вязовов                | ХК «Витязь»                      | ХК «Компаньон»                   | 13 : 0                           |